# European World of Bluegrass
European World of Bluegrass (EWOB) is een jaarlijks bluegrassfestival dat sinds 1998 op Hemelvaartsdag donderdag en de daarop volgende twee dagen in Voorthuizen in Gelderland plaatsvindt. Ieder jaar komen muzikanten uit diverse landen in Europa en ook uit andere werelddelen naar Voorthuizen, om bluegrassmuziek te maken. Deze bluegrassmuziek komt oorspronkelijk uit de Verenigde Staten. Tijdens het festival treden ongeveer 50 bands ofwel 200 artiesten op. Per jaargang trekt dit ongeveer 500 tot 600 bezoekers.

## Opzet
Tijdens het bluegrassfestival zijn er podiumoptredens die plaatsvinden in de zaal van ‘t Trefpunt. De beste bluegrassbands van Europa strijden hier voor de Europese bluegrassbandaward. Er wordt gestemd om de winnaar te bepalen. De muzikanten van het festival brengen een stem uit en bepalen zo onderling wie muzikaal gezien de beste is. Het publiek stemt ook en bepaalt zo wie volgens het publiek de beste prestatie geleverd heeft.
Parallel aan het festival worden dagelijks workshops gegeven die te maken hebben met bluegrass en uitgevoerd door gerenommeerde Europese en/of Amerikaanse bluegrass-muzikanten.
Er zijn ook activiteiten en workshops voor kinderen van alle leeftijden omdat EWOB ernaar streeft een op familie geconcentreerd Bluegrass evenenement te willen zijn.
Nabij de locatie is een camping ingericht waar gebruik van kan worden gemaakt. De camping is uitgerust met goede sanitaire voorzieningen, met warm water om te douchen en vrij parkeren. EWOB verzorgt en ondersteunt haar deelnemers en bezoekers met vrijwilligers, fulltime eerste hulp, beveiliging en een transport systeem voor mensen en middelen van en naar het festival. Bezoekers maken gebruik van de camping om zelf en gezamenlijk aldaar Bluegrass muziek te maken.

## Historie
In het jaar 1995 begon een groep mensen, verspreid over heel Europa, met een netwerk dat de naam European Bluegrass Netwerk (EBN) droeg. De taak van dit netwerk was en is het coördineren van bluegrassactiviteiten over de landsgrenzen heen. Vrij snel werd het duidelijk dat een Europees bluegrassfestival benodigd was. In lijn met de wensen van EBN werd in Nederland een groep vrijwilligers opgericht die vervolgens in 1998 het eerste festival organiseerden. Vervolgens ontwikkelde EBN zich verder zodat ze in 2001 uitgroeide tot een vereniging met statuten, een raad van bestuur en betalende leden. Daarmee was de Europese Bluegrass Music Association (EBMA) geboren. De Europese World of Bluegrass werd georganiseerd door de leden van de raad van bestuur van EBMA en het festival in Nederland, het EWOB festival, werd uitgevoerd onder de paraplu van EBMA tot 2010. In 2011 werd het EWOB festival in Nederland een onafhankelijke organisatie en een van de oprichters van de EBMA Festival Network (EFN).
De missie van EBMA luidt: het samen werken aan Bluegrass muziek en elkaar steunen over de landsgrenzen heen. Verder wil EBMA bevorderen het delen van en plezier beleven aan Bluegrass en dit verspreiden over de landsgrenzen heen (regionaal of nationaal), met bands, fans, muzikanten, organisaties die ondersteunen, professionals en alles wat verband houdt met Bluegrass. De organisatie werkt non-profit en wordt op professionele wijze gerund. Het streeft ernaar meer mensen in Europa te interesseren en te betrekken bij bluegrass en verbetert het bluegrass muziek imago.  Gestelde doelen worden gerealiseerd door het houden van jaarlijkse bijeenkomsten, het onderhouden van een website als het belangrijkste middel van communicatie en contacten tussen Europese bluegrass mensen (netwerken).

## Kenmerken van bluegrassmuziek
De bluegrassmuziek wordt bespeeld met akoestische snaarinstrumenten. De instrumenten die vanuit deze traditie gebruikt worden zijn de bluegrassbanjo, mandoline, gitaar, viool, dobro en contrabas. Naast deze instrumenten vormt de zangstem een belangrijk element bij het maken van deze muziek.
Bluegrass is van oorsprong Amerikaans. Grote namen in de wereld van Bluegrass zijn onder andere Bill Monroe, Earl Scruggs en Lester Flatt. In Europa bestaat er een keten van festivals die Bluegrass uitdragen.

## Bluegrass in Nederland
In Nederland is een kleine groep Bluegrass liefhebbers van naar schatting ruim 2000 mensen actief en daarnaast een groep passief bezig met bluegrassmuziek. Het EWOB festival in Voorthuizen fungeert als een van de belangrijkste publieksevenement op Bluegrass gebied. In mei van 2013 werd het 16e festival in rij genoteerd. Naar het voorbeeld van EWOB worden door het hele jaar op diverse plaatsen in het land 'Picking Parties' georganiseerd.
In de afgelopen 16 jaar EWOB waren de navolgende landen door middel van bluegrassbands vertegenwoordigd, te weten: Oostenrijk, België, Bulgarije, Canada, Tsjechische Republiek, Denemarken, Engeland, Estland, Finland, Frankrijk, Duitsland, Hongarije, Ierland, Italië, Litouwen, Nederland, Noord-Ierland, Noorwegen, Polen, Rusland, Schotland, Slowakije, Slovenië, Spanje, Zweden, Zwitserland, Verenigde Staten.
In de periode van 18 jaargangen European World of Bluegrass festival en tot en met 2015 hebben ca. 300 Bluegrassbands een of meerdere keren opgetreden.